# Jozo Matošić
Jozo Matošić (Split, 27. siječnja 1913.  – Dubrovnik, 1. ožujka 1999.) je bio hrvatski nogometaš i nogometni trener.
Igrao je na položaju braniča. Dugo godina je nastupio i za jugoslavensku izabranu vrstu, a bio je i njen kapetan, kada je igrao za postavu "Hajduka" koja je otišla na slobodni teritorij, na Vis, igrajući i pod imenom "Hajduk-NOVJ". U reprezentaciji je igrao od 1934. godine.
Cijelu svoju karijeru je igrao za "Hajduka", za kojeg je odigrao 471 utakmicu, a postigao je 53 pogotka.
Nakon što je prestao aktivno igrati, nastavio je sudjelovati u nogometu kao trener, i to uspješno. Od 1951. do 1954. je bio "Hajdukovim" trenerom, uspjevši osvojiti prvenstvo 1952. godine. Nakon 1954. nastavlja rad u Dubrovniku, trenirajući nogometaše "Dubrovnika" odnosno "GOŠK-a".
Stariji je brat Frane Matošića, također velike "Hajdukove" i hrvatske nogometne legende.
Statistika u Hajduku
| Natjecanje        | Nastupi | Zgoditci |
| ----------------- | ------- | -------- |
| Prvenstvo         | 187     | 27       |
| Kup               | 24      | 0        |
| Superkup          | 0       | 0        |
| Međunarodne       | 0       | 0        |
| Splitski podsavez | 13      | 0        |
| Ukupno            | 224     | 27       |
| Prijateljske      | 247     | 26       |
| Sveukupno         | 471     | 53       |

## Zanimljivosti
Karijeru je počeo kao vratar; zaslugom Luke Kaliterne, prebačen je u obranu, a i završio je, 1946., kao vratar, silom prilika, jer je Hajduk, do dolaska Branka Stinčića, bio ostao bez vratara.

## Matošići u Hajduku
- Frane Matošić
- Ivan Matošić
- Jere Matošić
- Jordan Matošić
- Jozo Matošić
- Ratomir Matošić